# Liste der Monuments historiques in Sars-Poteries
Die Liste der Monuments historiques in Sars-Poteries führt die Monuments historiques in der französischen Gemeinde Sars-Poteries auf.

## Liste der Bauwerke
| Bezeichnung                  | Beschreibung | Standort              | Kennzeichnung | Schutzstatus | Datum | Bild |
| ---------------------------- | ------------ | --------------------- | ------------- | ------------ | ----- | ---- |
| Menhir Pierre de Dessus-Bise |              | Place-Publique (Lage) | PA00107808    | Classé       | 1862  |      |